# Ben Burtt
Benjamin "Ben" Burtt, Jr. (Jamesville, Nova York, 12 de juliol de 1948) és un dissenyador de so, muntador, director de cinema, guionista i actor de veu estatunidenc. Ha treballat com a dissenyador de so en diverses pel·lícules, com ara les sèries de pel·lícules La guerra de les galàxies i Indiana Jones, ET, l'extraterrestre i WALL·E.

## Premis i nominacions

### Premis
- 1979: BAFTA al millor so per La guerra de les galàxies
- 1983: Oscar a la millor edició de so per ET, l'extraterrestre
- 1990: Oscar a la millor edició de so per Indiana Jones i l'última croada

### Nominacions
- 1981: BAFTA al millor so per Star Wars episodi V: L'Imperi contraataca
- 1982: BAFTA al millor so per A la recerca de l'arca perduda
- 1984: Oscar al millor so per Star Wars episodi VI: El retorn del Jedi
- 1984: Oscar a la millor edició de so per Star Wars episodi VI: El retorn del Jedi
- 1984: BAFTA al millor so per Star Wars episodi VI: El retorn del Jedi
- 1985: BAFTA al millor so per Indiana Jones i el temple maleït
- 1989: Oscar a la millor edició de so per Willow
- 1990: Oscar al millor so per Indiana Jones i l'última croada
- 1990: BAFTA al millor so per Indiana Jones i l'última croada
- 1997: Oscar al millor curtmetratge documental per Special Effects: Anything Can Happen
- 2000: Oscar a la millor edició de so per Star Wars: Episode I - The Phantom Menace
- 2000: BAFTA al millor so per Star Wars: Episode I - The Phantom Menace
- 2009: Oscar a la millor edició de so per WALL·E
- 2009: BAFTA al millor so per WALL·E
- 2010: BAFTA al millor so per Star Trek